# Quartiers Saints
Die Quartiers Saints sind Stadtviertel im Zentrum der burkinischen Hauptstadt Ouagadougou, um die Kathedrale gelegen.
Zur französischen Kolonialzeit benannten die Missionare die neuen Viertel um die Kirche herum nach verschiedenen Heiligen Saint-Jean-Baptiste, Saint-Julien oder Saint-Marc. Heute liegen die Quartiers Saints ungefähr in den Secteurs 1, 5 und 6 in der Innenstadt.